# Kolej Moçâmedes
Kolej Moçâmedes (port. Caminho de Ferro de Moçâmedes, CFM) – linia kolejowa w Angoli, położona w południowej części kraju. Łączy Moçâmedes (dawne Namibe) z Menongue. Liczy 857 km długości.

## Historia
Budowa linii rozpoczęła się w 1905 roku w Moçâmedes. Zastosowano wówczas rozstaw 600 mm.
W 1912 roku linia dotarła do miasta Bibala, zaś 10 lat później linia do Sá da Bandeira.
W latach pięćdziesiątych linie przekuto na rozstaw 1067 mm. Następnie przedłużano ją dalej na wschód do Quipungo w lipcu 1955 r., do Matala w listopadzie 1955 r., do Cuvango w maju 1958 r., do Cuchi w maju 1960 r., do Serpa Pinto (obecnie Menongue) w grudniu 1961 roku.
Linia została zniszczona podczas wojny domowej.
W latach 2006–2015 linia została poddana gruntownej modernizacji i powróciła do eksploatacji w 2012 roku. Inwestycja została zrealizowana dzięki środkom chińskim.

## Przewozy
W 2019 roku kolej przewiozła 1 455 300 pasażerów i 158 028 ton towarów. Stanowi to 35,5% wszystkich pasażerów kolei w Angoli oraz 52,3% wszystkich towarów przewiezionych koleją w Angoli.